# 泉風浪
泉風浪（1893年—？）是一名出生於日本的記者。曾在日本時代的台灣工作及從事社會運動。被後來擔任沙鹿鎮鎮長的紀金選譽為「普羅階級的救世主」。

## 生平
泉風浪於1893年生於日本宮崎縣。大學畢業後曾於東洋新聞、東京夕刊新報、國民新聞、東京日日新報等報刊工作。1919年參與日本普選運動的示威活動。1919年9月16日到達台灣，受聘於台中的台灣新聞。後曾於台南新報、南瀛新報等報刊工作。當時台灣新聞、台灣日日新報、台南新報並稱台灣三大御用報紙，對台灣總督府的政策不加批評。泉風浪雖於「御用報紙」工作，但拒絕配合官廳要求撰寫官樣文章。泉風浪的著作中對台灣的殖民地官吏的行為也有描述。1925年二林事件發生前協助蔗農與林本源製糖會社交涉。二林事件發生後又到現場瞭解情況，受到蔗農熱烈歡迎。泉風浪較傾向體制內改革，因此後來與台灣農民組合的運動漸行漸遠。二次大戰後，於1946年返回日本。